# Salem (Hiszpania)
Salem – gmina w Hiszpanii, w prowincji Walencja, we wspólnocie autonomicznej Walencja, o powierzchni 8,61 km². W 2011 roku liczyła 464 mieszkańców.